# 윌리엄 호프
윌리엄 호프(William Hope, 1955년 3월 2일 ~ )는 캐나다의 배우, 영화배우, 성우, 텔레비전 배우이다.
몬트리올에서 태어났다.

## 방송
- 꼬마기관차 토마스와 친구들 17
- 꼬마기관차 토마스와 친구들 16
- 꼬마기관차 토마스와 친구들 15
- 꼬마기관차 토마스와 친구들 14
- 꼬마기관차 토마스와 친구들 13

## 영화
- 더 캐쳐 워즈 어 스파이 (2018년)
- 도쿄 트라이얼 (2017년)
- 무서운 꿈 (2017년) - 말콤 역
- 알파 인벤션 (2014년) - 월터 역
- 버튼 앤 테일러 (2013년)
- 워킹 위드 디 에너미 (2013년) - 칼 역
- 인크레더블 스파이더 (2013년) - 젠킨스 역
- 토마스와 친구들: 블루마운틴 미스터리 (2012년) - 에드워드 (미국) 역
- 다크 섀도우 (2012년) - 보안관 역
- 더 레이디 (2011년) - 제임스 베이커 역
- 슈팅 어스 (2010년) - 링고 역
- 레거시 (2010년)
- 내부고발자 (2010년)
- 문샷 (2009년)
- 토마스와 친구들: 선로 위의 영웅 (2009년) - 에드와드 (미국) / 토비 (미국) 목소리 역
- 셜록 홈즈 (2009년) - 존 스탠디시 역
- 다크 플로어 (2008년)
- 미이라 3D (2007년)
- 파인딩 린 틴 틴 (2007년)
- 워커 (2007년)
- 디토네이터 (2006년) - 마이클 셰파드 역
- 서브머지드 (2005년) - 플레처 역
- 페인터 (2005년) - 조나단 텐저 역
- 월드 오브 투모로우 (2004년)
- 트리플 엑스 (2002년) - 로저 도난 요원 역
- 스워드 오브 오너 (2001년)
- 사랑의 용기 (1992년)
- 추억 여행 (1989년)
- 헬레이저 2 (1988년)
- 최후의 패튼 (1986년)
- 에이리언 2 (1986년) - Lt. 고먼 역
- 밤은 부드러워 (1985년)
- 레이스 (1984년)
- 토마스와 친구들 (1984년) - 에드워드 역
- 정의의 사관 (1983년)